# Hrvaška radiotelevizija
Hrvaška radiotelevizija (hrvaško Hrvatska radiotelevizija; kratica: HRT ) je hrvaška javna radiotelevizija. Upravlja več radijskih in televizijskih postaj, preko domačega oddajnega omrežja in satelita. Leta 2014 je več kot 85 % prihodkov HRT prihajalo iz prispevka za uporabnike oddajanja, pri čemer je vsako gospodinjstvo na Hrvaškem moralo plačati 79 HRK (~10 €) na mesec za en sam televizijski sprejemnik, preostanek pa je bil sestavljen iz oglaševanja (ki je omejeno z zakonom). HRT je razdeljen na tri skupne družbe – Hrvaški radio (Hrvatski radio), Hrvaška televizija (Hrvatska televizija) in Glasbena produkcija (Glazbena proizvodnja).
Ustanovitelj HRT je Republika Hrvaška, ki svoje ustanoviteljske pravice uresničuje preko hrvaške vlade. Hrvaški radio (takrat Radio Zagreb) je bil ustanovljen 15. maja 1926. Ta datum se šteje za datum ustanovitve HRT. Televizija Zagreb (danes Hrvaška televizija) je začela oddajati 7. septembra 1956. Z zakonom, ki ga je hrvaški sabor sprejel 29. junija 1990, se je Radio Televizija Zagreb preimenovala v Hrvaško radiotelevizijo.
HRT deluje kot ponudnik storitev javne radiodifuzije, Hrvaška pa zagotavlja neodvisno financiranje v skladu s hrvaškim zakonom o radiotelevizijskih družbah in pravilnikom o državni pomoči za javne radiodifuzijske storitve. HRT je pri izvajanju svojih dejavnosti neodvisen od političnih vplivov in komercialnih interesov. HRT poleg televizijskega, radijskega in internetnega portala vključuje še Simfonični orkester HRT, Jazz orkester HRT, Tamburaški orkester HRT in Zbor HRT. Dne 25. maja 2012 je HRT-jev arhiv televizijskega in radijskega programa in njegova zbirka glasbene produkcije dobila status hrvaške kulturne dediščine.

## Zgodovina
Hrvaška radiotelevizija je neposredna naslednica Radio postaje Zagreb (Radio stanica Zagreb), ki je začela oddajati 15. maja 1926 pod svojim prvim direktorjem in soustanoviteljem dr. Ivom Šternom. V prvih 14 letih obstoja je bila radijska postaja Zagreb v lasti zasebnega podjetja. Radio Zagreb je bil nacionaliziran 1. maja 1940. V času Neodvisne države Hrvaške je bila postaja znana pod imenom Hrvatski krugoval. Po drugi svetovni vojni je začel delovati kot državna radijska postaja.
Zagrebška radijska postaja je bila prva javna radiodifuzna ustanova na območju jugovzhodne Evrope.
Ob koncu prvega leta delovanja je imelo podjetje Radio Zagreb nekaj več kot štiri tisoč naročnikov.
Ob 30. obletnici ustanovitve zagrebške radijske postaje, 15. maja 1956, je bil prvi televizijski program predvajan z oddajnika, zgrajenega na Sljemenu. Naslednji dve leti je bila to edina storitev televizijskega oddajanja na območju jugovzhodne Evrope. To je bila prva televizijska postaja v Jugoslaviji. Leta 1972 je postala barvna.
Po zmagi Franja Tuđmana na volitvah maja 1990 sta on in njegova vladajoča stranka Hrvaška demokratska skupnost (HDZ) začela prevzemati radio in televizijo. Junija 1990 je hrvaški sabor družbo preimenoval iz Radio Televizije Zagreb (hrvaško Radiotelevizija Zagreb) v Hrvaško radiotelevizijo (hrvaško Hrvatska radiotelevizija). Hrvaški sabor z večino HDZ je kmalu imenoval strankarske lojaliste na najvišja vodstvena in uredniška mesta v RTV TV.  Filmski režiser Antun Vrdoljak, Tuđmanov imenovani, ki je bil zadolžen za nadzor sprememb, se je zavezal, da bo HRT postal "katedrala hrvaškega duha". Dne 16. septembra 1991 je bilo 300 zaposlenih na HRT odpuščenih iz "varnostnih razlogov". Po besedah Miljenka Jergovića, nekdanjega hrvaškega neodvisnega Feral Tribunea, so bili v tem času na HRT trije valovi čistk: odstranitev srbskih novinarjev; odstranitev "neodvisnih, spoštovanih in s tem nevarnih" novinarjev; in počasi odstranitev tistih, ki ultranacionalizma niso več podpirali.
1. januarja 1993 je bila HRT sprejeta kot polnopravna aktivna članica Evropske radiodifuzijske zveze (EBU).
Televizijske kanale so med letoma 1990 in 1993 predvajali pod imenom Hrvaška televizija (hrvaško Hrvatska televizija). Od takrat se uporablja sedanje ime. Enota radijskega oddajanja se imenuje Hrvaški radio (hrvaško Hrvatski radio).
Po Tuđmanovi smrti in volitvah leta 2000 na Hrvaškem, ki so pripeljale Stjepana Mesića na oblast, so bili poskusi reformiranja HRT v bolj odprt medij.

## Televizija

### Kanali
- HRT 1 (ali Prvi program): prvi TV kanal HRT, prej znan kot TVZ 1. Gre za splošni kanal z dnevnimi novicami iz sveta, dokumentarci, verskimi programi, serijami in filmi.
- HRT 2 (ali Drugi program): drugi kanal HRT, prej znan kot TVZ 2. Oddaja predvsem športne oddaje in zabavne programe. Kanal je znan po obsežnih posnetkih vintage filmov. Oddaja tudi izobraževalne programe.
- HRT 3 (ali Treći program): tretji kanal HRT, ki se uporablja predvsem za kulturo, filme in dokumentarne filme. Priljubljen je bil v poznih 90-ih letih in je bil ukinjen leta 2004. Ponovno je začel oddajati septembra 2012.
- HRT 4 (ali četrti program): Četrti kanal HRT, ki oddaja informativne programe, je začel oddajati decembra 2012.
- HRT 5 (ali Peti program): peti in mednarodni kanal HRT, ki oddaja široko paleto programov svojih domačih kanalov za hrvaške diaspore v Evropi, Severni Ameriki, Avstraliji in Novi Zelandiji.

V osemdesetih letih dvajsetega stoletja je obstajal tretji kanal z imenom Z3 in kasneje HTV Z3. Iz etra so ga odstranili 16. septembra 1991, ko je bil v zračnem napadu poškodovan njegov glavni oddajnik, sljemenski televizijski stolp. 7. novembra 1994 se je kanal vrnil v eter, tokrat imenovan HRT 3. Kasneje so kanal ugasnili z denacionalizacijo in oddali v najem na javnem razpisu leta 2004 (od takrat ga uporablja RTL Televizija).

### Regionalne TV postaje
- HRT regionalna postaja Čakovec-Varaždin (HRT regionalni center Čakovec-Varaždin)
- Regionalna postaja HRT Osijek (HRT regionalni centar Osijek)
- HRT regionalna postaja Rijeka-Pula (HRT regionalni centar Rijeka-Pula)
- HRT regionalna postaja Split-Dubrovnik (HRT regionalni center Split-Dubrovnik)
- HRT regionalna postaja Zadar-Šibenik-Knin (HRT regionalni center Zadar-Šibenik-Knin)

## Radio
Hrvaški radio (Hrvatski radio) oddaja tri nacionalne in osem lokalnih (županijskih) postaj.
Tri nacionalne postaje so na voljo na FM in DAB+, po vsej državi in se predvajajo v živo prek interneta.
- HR 1 - Primarna postaja na nacionalni ravni, v glavnem resen program. Vsako polno uro novice s staro in lokalno pop glasbo.
- HR 2 - zabavni program, vključno s popularno glasbo, z novicami, ki jim sledijo prometna poročila ob pol uri.
- HR 3 - klasična glasba in radijska drama

Regionalne postaje 
- HR Dubrovnik s sedežem v Dubrovniku, pokriva Dubrovniško-neretvansko županijo
- HR Knin s sedežem v Kninu, pokriva Šibensko-kninsko županijo
- HR Osijek s sedežem v Osijeku, pokriva Oseško-baranjsko županijo
- HR Pula s sedežem v Pulju, pokriva Istrsko županijo
- HR Rijeka s sedežem na Reki, pokriva Primorsko-goransko županijo
- HR Sljeme s sedežem v Zagrebu, pokriva mesto in okoliško Zagrebško županijo
- HR Split s sedežem v Splitu, pokriva Splitsko-dalmatinsko županijo
- HR Zadar s sedežem v Zadru, pokriva Zadarsko županijo

Mednarodna storitev
- Glas Hrvaške (Glas Hrvatske) - Oddaja za Hrvate, ki živijo v tujini, hrvaške manjšinske skupine in mednarodno skupnost. Oddaja večinoma v hrvaščini, vendar ob različnih urah dneva poroča tudi kratke novice in segmente v angleščini, nemščini, italijanščini, madžarščini in španščini.

Srednjevalovni oddajnik v Zadru je bil nekoč eden najmočnejših v Evropi in ga je bilo ponoči mogoče slišati po večini celine z JRT (jugoslovanskim) in kasneje HR (hrvaškim) programom iz Zagreba in Pulja. Vendar je bil med srbskim obstreljevanjem mesta v zgodnjih devetdesetih letih močno poškodovan in je od leta 1134 deloval z nekoliko zmanjšano močjo 1134 kHz. Oddajnik je bil obnovljen leta 2004. Sestavljen je iz 4 jamborov, vsak je visok 132 metrov. Iz predvajanja je bil umaknjen 1. januarja 2014.
Glas Hrvaške oddaja 24 ur na dan preko naslednjih satelitov:
- V Evropi, Severni Afriki, Bližnjem vzhodu na Eutelsat 13C pri 13°E in Eutelsat 16A na 16 stopinjah vzhodno za Srednjo in Vzhodno Evropo. [10] [11]